# Songs from the Big Chair
Songs from the Big Chair (englisch für „Lieder aus dem großen Sessel“) ist das zweite Studioalbum der britischen Band Tears for Fears. Es erschien im Februar 1985 und avancierte zum weltweiten Nummer-eins-Erfolg sowie Millionenseller.

## Entstehung und Stil
Der Albumtitel des New-Wave-Albums geht zurück auf den mit mehreren Emmys ausgezeichneten Fernsehfilm Sybil, dessen Protagonistin an einer multiplen Persönlichkeit leidet und nur dann so etwas wie Glück empfinden kann, wenn sie im großen Sessel ihres Therapeuten sitzt. Das als B-Seite der Single Shout veröffentlichte Big Chair enthält Samples aus Dialogen der Fernsehserie.
Orzabal und Smith veränderten bei dem Nachfolger von The Hurting den Sound von der melancholischen und oft befremdlichen und humorlosen Stimmung des Debüts hin zu einem helleren und weltoffeneren Sound. Sie blieben dabei aber der Besetzung von The Hurting treu; Chris Hughes fungierte wie auf dem Debüt als Produzent und half Elias beim Programmieren der Rhythmen. Hughes saß bei den Aufnahmen für Shout sogar selbst am Schlagzeug. Auch Mel Collins war für den Saxophonteil bei The Working Hour wieder mit dabei. Die Lieder stammen wieder aus der Feder von Orzabal, aber die Bandmitglieder Ian Stanley und Manny Elias wurden stärker an den Kompositionen beteiligt und sind Mitautoren von Shout. Produzent und Schlagzeuger Chris Hughes wurde ebenfalls mit in den kreativen Prozess eingebunden und ist neben Orzabal und Stanley Mitautor von Everybody Wants to Rule the World. Als weitere Musiker kommen Neil Taylor an der Gitarre, William Gregory am Saxophon, Andy Davis am Flügel und neben Hughes auch Jerry Marotta am Schlagzeug zum Einsatz.
Auch den von der Psychologie und insbesondere der Primärtherapie beeinflussten Texten bleibt Orzabal treu. Besonders Shout wird häufig mit dem Werk Der Urschrei von Arthur Janov in Verbindung gebracht, auf dessen Werk auch der Bandname zurückgeht. In Interviews wurde von Smith jedoch mehrfach geäußert, der Text solle zum Protestieren ermutigen. I Believe wurde von Orzabal mit Robert Wyatt im Hinterkopf geschrieben, ist diesem Musiker gewidmet und neben Broken die einzige Alleinkomposition Orzabals.

## Veröffentlichung
Die erstveröffentlichung von Songs From the Big Chair erfolgte am 25. Februar 1985 bei Mercury Records und Phonogram. Das Album erschien in seiner Originalfassung zeitgleich als CD (Katalognummer: 824 300-2) und LP (Katalognummer: 824 300-1) mit acht Titeln. Am 28. Juni 1999 erschien eine „Remastered“-Version mit sieben Bonustiteln (Katalognummer: 558 106-2). In den Folgejahren erschienen diverse Neuauflagen, teilweise als Boxsets, die neben Remixversionen um weitere Tonträger erweitert wurden, so unter anderem Edited Songs from the Big Chair, Remixed Songs from the Big Chair oder auch Unreleased Songs from the Big Chair.

## Titelliste

### Original
1. Shout (Roland Orzabal, Ian Stanley) – 6:33
2. The Working Hour (Orzabal, Stanley, Manny Elias) – 6:31
3. Everybody Wants to Rule the World (Orzabal, Stanley, Chris Hughes) – 4:11
4. Mothers Talk (Orzabal, Stanley) – 5:06
5. I Believe (Orzabal) – 4:54
6. Broken (Orzabal) – 2:38
7. Head over Heels/Broken (Live) (Orzabal, Curt Smith) – 4:32
8. Listen (Orzabal, Stanley) – 6:54

Bonustitel (Remastered Edition)
1. The Big Chair (Orzabal, Smith, Stanley, Hughes) – 3:21
2. Empire Building (Smith, Orzabal, Stanley) – 2:52
3. The Marauders (Orzabal, Stanley) – 4:16
4. Broken Revisited (Orzabal) – 5:16
5. The Conflict (Orzabal, Smith, Stanley) – 4:05
6. Mothers Talk (U.S. Remix) – 4:13
7. Shout (U.S. Remix) – 8:02

### Deluxeversion
CD 1
1. Shout – 6:33
2. The Working Hour – 6:31
3. Everybody Wants to Rule the World – 4:11
4. Mothers Talk – 5:06
5. I Believe – 4:54
6. Broken – 2:38
7. Head over Heels/Broken (Live) – 5:02
8. Listen – 6:54
9. The Working Hour (Piano Version) – 2:08
10. The Marauders – 4:16
11. Empire Building – 2:52
12. The Big Chair – 3:21
13. Pharaohs (Single Version) (Orzabal, Smith, Stanley, Hughes) – 3:43
14. When in Love with a Blind Man (Orzabal, Stanley) – 2:22
15. Sea Song (Robert Wyatt) – 3:51
16. Broken Revisited – 5:16

CD 2
1. The Way You Are (7" Version) (Orzabal, Smith, Stanley, Elias) – 4:49
2. Mothers Talk (Short Version) – 3:53
3. Shout (Edit) – 4:03
4. Everybody Wants to Rule the World (7" Version) – 4:08
5. Head over Heels (Dave Bascombe 7" Mix) – 4:15
6. I Believe (A Soulful Re-Recording) – 4:41
7. Mothers Talk (Remix) – 4:13
8. Shout (U.S. Remix) – 8:02
9. Shout (Dub Remix) – 6:49
10. Everybody Wants to Rule the World (Urban Mix) – 6:06
11. Mothers Talk (Beat of the Drum Mix) – 8:54
12. Broken/Head over Heels/Broken (Preacher Mix) – 8:00

## Singleauskopplungen
Aus dem Album wurden vier weltweite Singles ausgekoppelt. Mit den Singleauskoppelungen Shout und Everybody Wants to Rule the World erreichte die Band zwei Nummer-eins-Hits in den Billboard Hot 100. In Großbritannien wurde am 30. September 1985 zudem I Believe in einer neu aufgenommenen Version (A Soulful Re-Recording) veröffentlicht. Die umgetextete Version zu Everybody Wants to Run the World wurde im Mai 1986 anlässlich der Initiative „Sport Aid“ lediglich in Großbritannien veröffentlicht und erreichte Platz fünf der britischen Singlecharts.
Singles in den Charts

| Jahr | Titel                             | Höchstplatzierung, Gesamtwochen/‑monate, AuszeichnungChartplatzierungen (Jahr, Titel, , Platzierungen, Wochen/Monate, Auszeichnungen, Anmerkungen) | Höchstplatzierung, Gesamtwochen/‑monate, AuszeichnungChartplatzierungen (Jahr, Titel, , Platzierungen, Wochen/Monate, Auszeichnungen, Anmerkungen) | Höchstplatzierung, Gesamtwochen/‑monate, AuszeichnungChartplatzierungen (Jahr, Titel, , Platzierungen, Wochen/Monate, Auszeichnungen, Anmerkungen) | Höchstplatzierung, Gesamtwochen/‑monate, AuszeichnungChartplatzierungen (Jahr, Titel, , Platzierungen, Wochen/Monate, Auszeichnungen, Anmerkungen) | Höchstplatzierung, Gesamtwochen/‑monate, AuszeichnungChartplatzierungen (Jahr, Titel, , Platzierungen, Wochen/Monate, Auszeichnungen, Anmerkungen) | Anmerkungen                                                   |
| Jahr | Titel                             | DE | AT | CH | UK | US | Anmerkungen                                                   |
| ---- | --------------------------------- | --- | --- | --- | --- | --- | ------------------------------------------------------------- |
| 1984 | Mothers Talk                      | — | — | — | UK14 (9 Wo.)UK | US27 (12 Wo.)US | Erstveröffentlichung: 6. August 1984                          |
| 1984 | Shout                             | DE1 (20 Wo.)DE | AT6 (2½ Mt.)AT | CH1 (15 Wo.)CH | UK4 (20 Wo.)UK | US1 (19 Wo.)US | Erstveröffentlichung: 19. November 1984 Verkäufe: + 1.590.000 |
| 1985 | Everybody Wants to Rule the World | DE11 (17 Wo.)DE | AT19 (2½ Mt.)AT | CH13 (8 Wo.)CH | UK2 (25 Wo.)UK | US1 (24 Wo.)US | Erstveröffentlichung: 2. März 1985 Verkäufe: + 2.850.000      |
| 1985 | Head over Heels                   | DE55 (4 Wo.)DE | — | — | UK12 (9 Wo.)UK | US3 (20 Wo.)US | Erstveröffentlichung: 10. Juni 1985 Verkäufe: + 200.000       |
| 1985 | I Believe                         | — | — | — | UK23 (5 Wo.)UK | — | Erstveröffentlichung: 30. September 1985                      |

## Rezeption

### Preise
Everybody Wants to Rule the World gewann 1986 den Brit Award für die Best British Single. Orzabal wurde 1986 mit dem Ivor Novello Award der British Academy of Songwriters, Composers and Authors als Outstanding Songwriter ausgezeichnet.

### Rezensionen
Der Musikexpress attestierte dem Album seinerzeit einen „sowohl musikalisch als auch textlich eher kämpferischen Tenor“.
Stanton Swihart von Allmusic beschreibt das Album als „ein Riesenschritt vorwärts, gestützt auf den Rückhalt augenfälliger Emotion und liebevollen, langwierigen Melodien, die so sehr in Soul- und R&B-Musik gründen wie in unmittelbaren Pophooks“, und vergibt viereinhalb von fünf Sternen.

## Kommerzieller Erfolg

### Chartplatzierungen
| ChartsChartplatzierungen       | Höchstplatzierung | Wochen |
| ------------------------------ | ----------------- | ------ |
| Deutschland (GfK)              | 1 (27 Wo.)        | 27     |
| Österreich (Ö3)                | 22 (4 Wo.)        | 4      |
| Schweiz (IFPI)                 | 5 (16 Wo.)        | 16     |
| Vereinigte Staaten (Billboard) | 1 (68 Wo.)        | 68     |
| Vereinigtes Königreich (OCC)   | 2 (83 Wo.)        | 83     |

| ChartsJahrescharts (1985) | Platzierung |
| ------------------------- | ----------- |
| Deutschland (GfK)         | 24          |

### Auszeichnungen für Musikverkäufe
| Land/Region                  | Auszeichnungen für Musikverkäufe (Land/Region, Auszeichnung, Verkäufe) | Verkäufe  |
| ---------------------------- | ---------------------------------------------------------------------- | --------- |
| Deutschland (BVMI)           | Gold                                                                   | 250.000   |
| Frankreich (SNEP)            | Gold                                                                   | 100.000   |
| Hongkong (IFPI/HKRIA)        | Platin                                                                 | 20.000    |
| Italien (FIMI)               | Gold                                                                   | 25.000    |
| Kanada (MC)                  | 7× Platin                                                              | 700.000   |
| Neuseeland (RMNZ)            | 2× Platin                                                              | 40.000    |
| Niederlande (NVPI)           | Platin                                                                 | 100.000   |
| Vereinigte Staaten (RIAA)    | 5× Platin                                                              | 5.000.000 |
| Vereinigtes Königreich (BPI) | 3× Platin                                                              | 900.000   |
| Insgesamt                    | 3× Gold · 19× Platin ·                                                 | 7.135.000 |